# Škoda 19T
Škoda 19T – model tramwaju stworzony specjalnie dla Wrocławia. Jego produkcja rozpoczęła się w 2010 roku, w zakładach Škoda Transportation w Pilźnie.

## Konstrukcja
Skład pięcioczłonowy z trzema wózkami: dwoma jezdnymi i jednym tocznym. Tramwaj ten wyglądem nie różni się zbytnio od jeżdżących już wcześniej po Wrocławiu tramwajów modelu Škoda 16T z tym wyjątkiem, że pantograf został przesunięty na środkowy człon oraz zostały zamontowane dwie kabiny motorniczego i drzwi po obu stronach składu – co oznacza, że tramwaj może jeździć w dwóch kierunkach, przez co na końcach trasy nie trzeba budować potrzebnej infrastruktury (pętli), a także istnieje możliwość budowy etapami. Tramwaj ten ma pomieścić więcej pasażerów poprzez likwidację siedzeń bocznych w członach 1 i 5, zastępując je zgodnymi do kierunku jazdy i zachęcić osoby z rowerami do częstszej podróży tramwajem w specjalnie przystosowanym do tego członie środkowym. Maksymalna prędkość (ograniczona elektronicznie) to 60 km/h. Tak samo jak w Škodzie 16T, pudło wagonu zostało zaprojektowane przez Porsche Design Studio.

## Eksploatacja
W dniu 1 kwietnia 2009 została podpisana umowa na dostarczenie 28 fabrycznie nowych tramwajów 19T. Tramwaje zamówiono w ramach projektu Tramwaj Plus, którego zadaniem miało być połączenie osiedli Gaj i Kozanów oraz nowego Stadionu Miejskiego (budowanego na Euro 2012) z centrum. Linie plus miały w zdecydowanej większości prowadzić przez wydzielone torowiska, a na skrzyżowaniach mieć priorytetowo przydzielane zielone światło poprzez zastosowanie systemów detekcji tramwajów. Cały projekt wraz z nowymi składami miał być gotowy pod koniec 2011 roku.
12 listopada 2010 roku zaprezentowano w Pilźnie pierwszy z 31 tramwajów (zamówienie powiększono o 3 dodatkowe sztuki). W uroczystej prezentacji wzięli udział przedstawiciele producenta oraz władz Wrocławia i Pilzna.
23 grudnia 2010 roku pierwszy tramwaj dotarł do Wrocławia. Drugi zestaw dojechał 29 grudnia 2010 r. Škoda dostarczała wagony co kilka tygodni. Ostatni wagon dotarł do Wrocławia 15 grudnia 2011 roku.
| Lp. | Numer taborowy | Dostarczony | Początek eksploatacji liniowej |
| --- | -------------- | ----------- | ------------------------------ |
| 1.  | #3101          | 23.12.2010  | 8.07.2011                      |
| 2.  | #3102          | 29.12.2010  | 29.06.2011                     |
| 3.  | #3103          | 11.05.2011  | 29.06.2011                     |
| 4.  | #3104          | 11.05.2011  | 29.06.2011                     |
| 5.  | #3105          | 05.2011     | 25.06.2011                     |
| 6.  | #3106          | 25.05.2011  | 14.07.2011                     |
| 7.  | #3107          | 08.06.2011  | 25.06.2011                     |
| 8.  | #3108          | 09.06.2011  | 25.06.2011                     |
| 9.  | #3109          | 22.06.2011  | 2011                           |
| 10. | #3110          | 22.06.2011  | 04.07.2011                     |
| 11. | #3111          | 07.2011     | 2011                           |
| 12. | #3112          | 07.2011     | 27.07.2011                     |
| 13. | #3113          | 07.2011     | 2011                           |
| 14. | #3114          | 07.2011     | 2011                           |
| 15. | #3115          | 09.08.2011  | 2011                           |
| 16. | #3116          | 08.2011     | 2011                           |
| 17. | #3117          | 08.2011     | 2011                           |
| 18. | #3118          | 26.08.2011  | 2011                           |
| 19. | #3119          | 2011        | 2011                           |
| 20. | #3120          | 08.09.2011  | 10.09.2011                     |
| 21. | #3121          | 09.2011     | 09.2011                        |
| 22. | #3122          | 09.2011     | 09.2011                        |
| 23. | #3123          | 09.2011     | 2011                           |
| 24. | #3124          | 07.10.2011  | 2011                           |
| 25. | #3125          | 10.2011     | 10.2011                        |
| 26. | #3126          | 18.10.2011  | 10.2011                        |
| 27. | #3127          | 10.2011     | 10.2011                        |
| 28. | #3128          | 11.2011     | 11.2011                        |
| 29. | #3129          | 09.12.2011  | 12.2011                        |
| 30. | #3130          | 13.12.2011  | 26.12.2011                     |
| 31. | #3131          | 15.12.2011  | 26.12.2011                     |

Pod koniec lata 2024 roku rozpoczęto przetarg na modernizację Škód 19T. Jako jedyna zgłosiła się firma Saatz, więc wygrała przetarg. Na początku Października wysłano 6 wagonów 19T. Powrócą do Wrocławia za 12-24 mies.

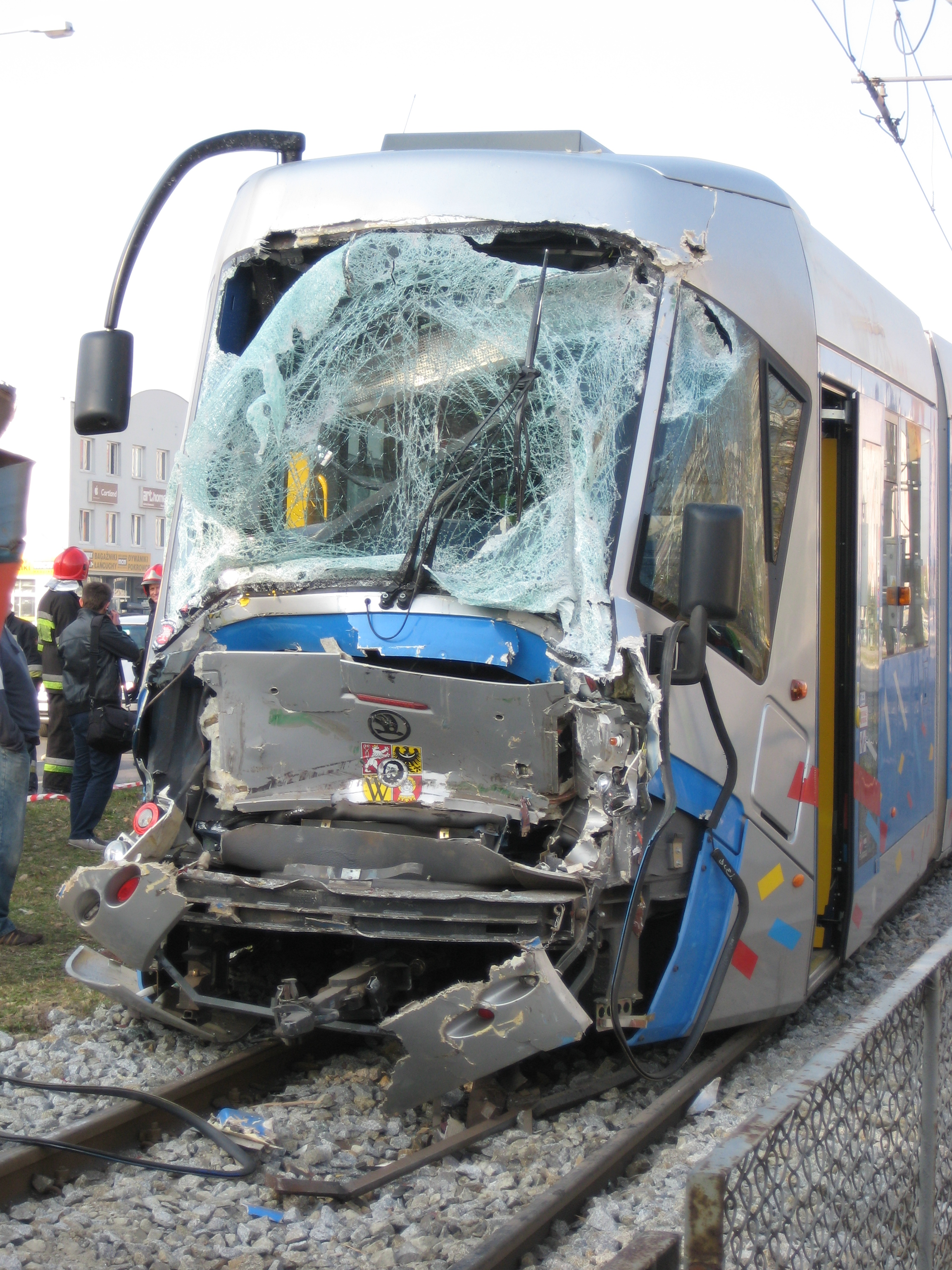
Škoda 19T (#3101) po zderzeniu z innym tramwajem na ul. Legnickiej, 4 listopada 2011